# Lokale Nachhaltigkeitsstrategie
Eine kommunale bzw. lokale Nachhaltigkeitsstrategie ist ein Instrument zur langfristigen Steuerung, zum Übergang (Transition) oder Transformation von Kommunen zur Nachhaltigkeit. Es dient auch zur Umsetzung der SDGs, insbesondere von Ziel 11: „Nachhaltige Städte und Siedlungen – Städte und Siedlungen inklusiv, sicher, widerstandsfähig und nachhaltig zu gestalten“.

## Hintergrund
Das Instrument der Lokalen Nachhaltigkeitsstrategie stellt ein Paradigmenwechsel zur Lokale Agenda 21 dar und basiert auf den Erfahrungen von über 2000 Lokalen Agenda 21 Prozessen in Deutschland, von denen die Mehrzahl suboptimal verlaufen bzw. gescheitert sind, auf den Erfahrungen mit der Stadtentwicklungsplanung und den ersten Transformationsstudien (Zukunftsfähiges Deutschland). Der Begriff lokale Nachhaltigkeitsstrategie (engl. Local Sustainability Strategy) wurde vom Rat der Gemeinden und Regionen Europas 1997 eingeführt. Hintergrund lokaler Nachhaltigkeitsstrategien ist der auf dem Weltgipfel in Johannesburg 2002 vollzogene, instrumentelle Paradigmenwechsel von Nachhaltigkeit zur Nachhaltigkeitsstrategie (OECD 2002), welcher sich bis 2012 auch auf der lokalen Ebene vollzog. Im Vorfeld von Rio plus 20 wurde von Liane Möller festgestellt: „Die Auswertung der bisherigen Erfahrungen zu den Agenda 21-Prozessen kündigt die Einleitung eines Paradigmenwechsels zur lokalen Nachhaltigkeitsstrategie an“ (Kramer 2010). In der Studie „Rio+20 vor Ort“ Bestandsaufnahme und Zukunftsperspektiven lokaler Nachhaltigkeitsprozesse in Deutschland" mit Unterstützung des BMU und UBA kommt das Institut für Zukunftsstudien und Technologiebewertung in Deutschland zur folgenden Handlungsempfehlung:
„Nachhaltige Entwicklung ist eine Querschnittsaufgabe die langfristig gelöst, jedoch kurz- und mittelfristig angegangen und in der kommunalen Politik und Verwaltung verankert werden muss. Die Entwicklung und Implementierung einer umfassenden kommunalen Nachhaltigkeitsstrategie bzw. Agenda 21 mit den zentralen Bestandteilen von Leitvision, Zielstellungen Handlungsprogamm und regelmäßigem Monitoring ist notwendig, um den Transformationsprozess gesamtgesellschaftlich und über Einzelinteressen sowie Legislaturperioden hinweg erfolgreich gestalten zu können. Studie Rio+20 vor Ort 2012, S. 128“

## Definition
Eine Lokale Nachhaltigkeitsstrategie besteht aus einer Vision, einem Leitbild mit langfristigen Zielen, einem Programm mit Maßnahmen und Projekten, sowie einem dynamischen Managementzyklus für die Umsetzung, welche zur Zukunftsfähigkeit und Lebensqualität einer Kommune führen. Ziel ist es, die „am besten geeignete Strategie“ für die Zukunftsfähigkeit (bzw. Nachhaltigkeit) der Kommune zu entwickeln, umzusetzen, fortzuschreiben und regelmäßig zu überprüfen (Review/Monitoring). Konkret geht es z. B. um den Klimaschutz, Anpassungsstrategien für die globale Erwärmung, die Bewältigung des demographischen Wandels, nachhaltige Wirtschaft. Eine Lokale Nachhaltigkeitsstrategie ist eine zentrale Voraussetzung für die Verankerung eines Kommunalen Nachhaltigkeitsmanagements.

## Instrument
Das Instrument der lokalen Nachhaltigkeitsstrategie integriert als Gesamtstrategie:
- die strategischen Ziele(z. B. Leistungsziele/Doppik) und kommunale Ziele für nachhaltige Entwicklung (SDGs)
- die Planungsgrundlagen und Fachpläne zum Beispiel Jugendhilfeplan, Lärmminderungsplan, Klimaschutzprogramme etc.;
- die Projekte der Stadtentwicklung und Infrastrukturprojekte;

zu einer kohärenten Gesamtstrategie, welche durch ein Kommunales Nachhaltigkeitsmanagement bzw. Steuerungskreislauf verankert wird. Es enthält eine Vielzahl von Methoden des Nachhaltigkeitsmanagements, des Neuen Steuerungsmodells und ist anschlussfähig zur Doppik. Die Gesamtstrategie kann auch multifunktional strukturiert sein, d. h. auch die Funktionen als Stadtentwicklungsplan, ISEK, Leitbild etc. erfüllen.

## Praxis
Der weltweite Verband ICLEI von etwa 2.000 Städten, Gemeinden und Landkreisen für Umweltschutz und nachhaltige Entwicklung hat Pfade zu den UN-Nachhaltigkeitszielen mit lokalen Bezügen identifiziert, beispielsweise für Städte und Gemeinden in den USA und Europa.
Lokale Nachhaltigkeitsstrategien (engl. local sustainability strategy bzw. local sustainable development strategy) haben zum Beispiel die Städte Cardiff, Kopenhagen, Manchester, Oslo und Rugby sowie in Deutschland Augsburg, Ingolstadt, Neumarkt in der Oberpfalz, Garmisch-Partenkirchen, Ludwigsburg und Solingen verwirklicht. Diese haben auch die Funktion eines nachhaltigen Stadtentwicklungsplans (bzw. Masterplans) bzw. wie die Gesamtstrategie Landsberg 2035 eine Verzahnung mit der Haushaltssteuerung (Doppik).

### Modellprojekt Visionen für Ingolstadt (Methoden- und Instrumentenentwicklung)
Die Stadt Ingolstadt hat mit Förderung des Freistaat Bayern (2000–2002) erstmals für den kommunalen Bereich, mit dem Prototyp "Visionen für Ingolstadt" eine vollständige Nachhaltigkeitsstrategie einer Großstadt entwickelt. Diese wurde auf dem Weltgipfel in Johannesburg (Rio plus 10) von Umweltminister Werner Schnappauf und dem Projektleiter Ralf Klemens Stappen als Beitrag des Freistaats Bayerns vorgestellt. Die Entwicklung und Umsetzung der Nachhaltigkeit wurde dabei als strategische Aufgabe verstanden, wobei die übergeordnete Nachhaltigkeitsstrategie Deutschlands, des Freistaats Bayern und der Europäischen Union vertikal integriert wurden (Vgl. Visionen für Ingolstadt). Erstmals wurde Nachhaltigkeit als Grundprinzip für alle Planungsprozesse und Projekte verankert.

### Modellprojekt Lokale Nachhaltigkeitsstrategie Stadt Neumarkt
Die Stadt Neumarkt in der Oberpfalz hat als erste Stadt Deutschlands im Rahmen des vom Freistaats Bayern geförderten Modellprojekts „Lokale Nachhaltigkeitsstrategie Stadt Neumarkt“ eine lokale Nachhaltigkeitsstrategie mit dem „Ingolstädter Verfahren“ (Prototyp) entwickelt und beschlossen. Diese wurde zusammen mit allen Bürgern, Unternehmen, der Verwaltung, dem Stadtrat und den Vereinen entwickelt. So wurde zum Beispiel der erste Entwurf an alle 18.000 Haushalte der ca. 40.000 Einwohner zählende Stadt geschickt. Jeder Bürger und jede Institution konnte seine Ideen, Anregungen und Verbesserungsvorschläge beisteuern. Ein weiteres Element war eine qualifizierte und breite Bürgerbeteiligung, zum Beispiel wurde ein „Tag der Visionen“ als Auftaktveranstaltung mit über 5000 Bürger organisiert, hinzu kamen drei Zukunftsforen mit 400 Teilnehmern, sechs Bürgerkonferenzen mit 200 Teilnehmern, sowie eine Vielzahl von Arbeitskreisen und Workshops. Das Endergebnis „Zukunftsfähiges Neumarkt“ wurde am 20. Juli 2004 vom Stadtrat beschlossen. Im Zentrum stehen 6 Leitbilder, 24 Leitsätze für die Zukunftsfähigkeit bis 2025, 17 Leitprojekte und 164 Maßnahmen und Einzelprojekte für eine nachhaltige Stadtentwicklung und die Verankerung eines Kommunalen Nachhaltigkeitsmanagements (vgl. Literatur). Das Projekt wurde 2012 mit dem Deutschen Nachhaltigkeitspreis als "Deutschlands nachhaltigste Stadt mittlerer Größe" ausgezeichnet.

### Global Nachhaltige Kommune in NRW (GNK NRW)
Das Projekt Global Nachhaltige Kommune in NRW (GNK NRW) wird seit 2016 im Auftrag des Bundesministeriums für wirtschaftliche Zusammenarbeit und Entwicklung (BMZ) durch die Servicestelle Kommunen in der Einen Welt (SKEW) von Engagement Global und die Landesarbeitsgemeinschaft Agenda 21 NRW e.V. (LAG 21 NRW) durchgeführt. Die aktuell laufende dritte Laufzeit des Projekts endet im Dezember 2022. Ausgangspunkt für das Projekt ist die Agenda 2030 für Nachhaltige Entwicklung mit den 17 Zielen für nachhaltige Entwicklung und ihren 169 Unterzielen (targets), die von allen UN-Mitgliedsstaaten im September 2015 beschlossen wurde. Zudem werden die Deutsche Nachhaltigkeitsstrategie (DNS) und die Nachhaltigkeitsstrategie des Landes Nordrhein-Westfalen (NHS NRW) im Projektverlauf systematisch berücksichtigt. Im Projekt GNK NRW werden mit allen relevanten Stakeholdern der kommunalen Nachhaltigkeit, die von Beginn an in partizipativen Prozessen eingebunden sind, integrierte Nachhaltigkeitsstrategien unter dem Leitgedanken „global denken, lokal handeln“ erarbeitet. Der kooperative Erarbeitungsprozess und die Strategie mit messbaren Zielsetzungen ermöglichen der jeweiligen Kommune ein integratives Denken und Handeln über Fachämter hinweg.
Zur Organisation werden zu Beginn die Arbeitsgremien „Koordination“, „Kernteam“ und „Steuerungsgruppe“ gebildet. Dann folgt eine Bestandsaufnahme auf deren Grundlage fünf bis sechs Handlungsfelder für die Strategieentwicklung ausgewählt werden. In einem nächsten Schritt werden partizipativ Leitlinien, strategische und operative Ziele sowie konkrete Maßnahmen zur Umsetzung der Zielsetzung entwickelt. Zum Abschluss der Projektteilnahme wird die Verstetigung der Arbeitsstrukturen diskutiert und die Strategie im Konsensverfahren mit der Steuerungsgruppe verabschiedet. Danach erfolgt die Übergabe der Strategie an das formelle Entscheidungsgremium der jeweiligen Kommune zur politischen Beschlussfassung.
Die 15 Kommunen der ersten (Januar 2016 bis August 2018) und die 15 Kommunen der zweiten Laufzeit (April 2019 bis März 2021) haben die erarbeiteten Strategien bereits politisch verabschiedet und befinden sich aktuell in der Umsetzungs- bzw. Monitoringphase. Aufgrund der Nachfrage befindet sich das Projekt seit April 2021 bereits in der dritten Laufzeit. Bis Dezember 2022 werden sechs weitere Kommunen aus NRW auf dem Weg zur eigenen Nachhaltigkeitsstrategie begleitet. Erstmalig werden in der dritten Laufzeit auch Nachhaltigkeitsberichte erstellt. Zehn Kommunen aus NRW erproben in diesem Rahmen die Erstellung Nachhaltigkeitsberichts auf Basis des Berichtrahmens Nachhaltige Kommune (BNK) des Rates für Nachhaltige Entwicklung (RNE). Fünf dieser Kommunen entwickeln den auf Grundlage dieses Berichts einen englischsprachigen Voluntary Local Review für die internationale Berichterstattung. Im Zusammenspiel mit den Nachhaltigkeitsstrategien werden Nachhaltigkeitsberichte genutzt, um Trends zu analysieren und über den Erreichungsgrad zuvor vereinbarter Ziele für die Kommunalentwicklung zu informieren.

### Modellprojekt Global Nachhaltige Kommune Thüringen
Das Modellprojekt Global Nachhaltige Kommune Thüringen ermöglicht seit 2017 den Thüringer Kommunen Erfurt, Jena, Nordhausen, Arnstadt, Saalfeld, Bad Köstritz / Crossen an der Elster sowie Schmölln / Gößnitz eine Beratung und Begleitung bei der Entwicklung von kommunalen Nachhaltigkeitsstrategien im Kontext der globalen Nachhaltigkeitsziele, unter Berücksichtigung der lokalen Gegebenheiten sowie der Nachhaltigkeitsstrategien auf Bundes- und Landesebene. Im Rahmen der 2. Phase Global Nachhaltige Kommune Thüringen werden im Zeitraum 2020 bis 2021 weitere Thüringer Kommunen bei der Strategieentwicklung begleitet.
Das Projekt Global Nachhaltige Kommune Thüringen wird vom Verein Zukunftsfähiges Thüringen e.V. in Kooperation mit der Servicestelle Kommunen in der Einen Welt der Engagement Global gGmbH durchgeführt und aus Mitteln des Bundesministeriums für wirtschaftliche Zusammenarbeit und Entwicklung finanziert. Die Entwicklung der kommunalen Nachhaltigkeitsstrategie erfolgt in jeder der Kommunen anhand eines partizipativen Prozesses, in dem Politik, Verwaltung und Akteure aus Wirtschaft, Wissenschaft und Zivilgesellschaft in einer Steuerungsgruppe zusammenwirken. Der Prozess umfasst neben einer Bestandsaufnahme die Identifizierung von zentralen Themenfeldern, wie Klima- und Ressourcenschutz, globale Verantwortung, Bildung, Mobilität, Gesundheit sowie Arbeit und Wirtschaft. Für diese werden jeweils konkrete Ziele, Teilziele und Maßnahmen mit Terminen im Zeitraum 2020 bis 2030 erarbeitet. Die Zielstellungen und Maßnahmen werden mit einer Ressourcenplanung sowie mit Verantwortlichkeiten und Indikatoren unterlegt. Die Nachhaltigkeitsstrategie wird mit ihrem Handlungsprogramm abschließend vom Stadt- bzw. Gemeinderat verabschiedet. Nachfolgend ist eine regelmäßige Evaluierung, Berichterstattung und die Weiterentwicklung der Zielstellungen geplant. Die Nachhaltigkeitsstrategie dient als umfassendes Steuerungsinstrument, mit dem sich die Kommunen den aktuellen Herausforderungen stellen und ihre eigenen Beiträge für eine zukunftsfähige, global gerechte Entwicklung definieren und umsetzen.